# Марс (фильм, 1968)
«Марс» — советский научно-популярный и научно-фантастический фильм режиссёра П. Клушанцева.

## Сюжет
Как и предыдущий фильм режиссёра Павла Клушанцева «Луна», фильм «Марс» создан на стыке научно-популярного кино и научно-художественной фантазии. Он состоит из семи фрагментов, в которых рассказывается (на основании научных данных 1960-х годов) о физических условиях на планете Марс, возможности жизни и гипотетических формах растительности на ней, о «каналах» и «морях» красной планеты.
Кроме того, в фильм включены игровые фрагменты — фантазии режиссёра на тему освоения Марса в недалёком будущем.

## Съёмочная группа
- Автор сценария и режиссёр — П. Клушанцев.
- Оператор — А. Климов.
- Художники-постановщики — В. Александров, И. Егоров.
- Режиссёр мультипликации — З. Гайлан.
- Комбинированные съемки операторы — А. Романенко, Л. Докторов.
- Художник — З. Миронова.
- Композитор — С. Пожлаков.
- Звукооператор — Р. Левитина.
- Текст читает — ?
- Ассистенты режиссера — А. Белявская, И. Павлюченко.
- Ассистенты оператора — А. Губачев, Е. Страуров.
- Монтажер — Т. Верстакова.
- Редактор — И. Зырина.
- Директор картины — И. Гольдин, Г. Нови.

## Художественные особенности
Фильм снят в типичной для Павла Клушанцева манере и синтезирует два жанра — научно-популярное кино и научно-художественную фантазию.
В фильме применена мультипликация и комбинированные съёмки.